# Parapuã
Parapuã é um município brasileiro do estado de São Paulo. Localiza-se a uma latitude 21º46'05" sul e a uma longitude 50º46'18" oeste, estando a uma altitude de 486 metros. Está localizada estrategicamente no encontro das rodovias Comandante João Ribeiro de Barros e Assis Chateaubriand, que interligam as principais cidades do interior do Estado de São Paulo, e também os Estados do Paraná e Mato Grosso do Sul, e faz parte de uma rede de cidades muito próximas umas das outras na região chamada Alta Paulista.

## História
Parapuã (Entre Rios em tupi) foi fundada em 8 de dezembro de 1944 pelo colonizador Luiz de Souza Leão, que adquiriu de Joaquim Abarca uma gleba de 706 alqueires de terra, e a loteou deixando uma parte para constituição do patrimônio ao qual deu o nome de Canaã, como um símbolo de terra prometida bíblica. O nome Parapuã veio com a elevação do então distrito à categoria de município, em 1944. Souza Leão tinha fundado anteriormente o município de Tupã (1929) na mesma região da Alta Paulista, oeste do Estado de São Paulo.
Conforme informações do Museu Histórico e Pedagógico Índia Vanuíre, de Tupã, em 1923, aos 28 anos, Luís de Sousa Leão veio para São Paulo e, após empreitadas com sucesso, teve a ideia de fundar, no interior do estado, cidades a serem construídas "em plena selva, em um local seguro, protegido das intempéries da natureza e que possibilitasse a passagem de uma estrada de ferro". O desejo do empreendedor era estimular as pessoas a iniciar uma nova vida, em um lugar promissor, com transporte fácil, terras férteis e recursos financeiros.
- 15 de janeiro de 1936, data em que a localidade foi elevada a distrito.
- 8 de dezembro de 1941, inauguração da Igreja Matriz, no dia da padroeira N. Sr.ª Imaculada Conceição, .
- 8 de dezembro de 1944, instalação do município.

## Geografia
Possui uma área de 366,22 km².
Distâncias:
- Osvaldo Cruz: 12 km
- Tupã: 32 km
- Presidente Prudente: 97 km
- Marília: 110 km
- São Paulo: 560 km

Limites:
- Norte: Rinópolis (14 km)
- Sul: Rancharia (64 km) e Martinópolis (62 km)
- Leste: Iacri (17 km) e Bastos (24 km)
- Oeste: Oswaldo Cruz (12 km) e Sagres (20 km)

### Hidrografia
- Rio do Peixe
- Rio Aguapei

### Rodovias
- SP-294 (Comandante João Ribeiro de Barros)
- SP-425 (Assis Chateaubriand)

### Ferrovias
- Linha Tronco Oeste da antiga Companhia Paulista de Estradas de Ferro [5]

### Demografia
Dados do Censo - 2000
População total: 12.104
- Urbana: 8.994
- Rural: 3.210
- Homens: 6.243
- Mulher: 5.861

Mortalidade infantil até 1 ano (por mil): 10,69
Expectativa de vida (anos): 73,42
Taxa de fecundidade (filhos por mulher): 2,37
Taxa de alfabetização: 89,29%
Índice de Desenvolvimento Humano (IDH-M): 0,797
- IDH-M Renda: 0,767
- IDH-M Longevidade: 0,805
- IDH-M Educação: 0,839

(Fonte: IPEADATA)

## Infraestrutura

### Comunicações
O sistema de telefones automáticos foi inaugurado na cidade em 1981 pela Telecomunicações de São Paulo (TELESP), que também implantou o sistema de discagem direta à distância (DDD) em 1981 com o código de área (0189). Anteriormente a cidade era atendida pela Cia. Telefônica Alta Paulista.
Na década de 90 o código DDD da cidade foi alterado para (018), para padronização do sistema telefônico com a telefonia celular que estava sendo implantada em todo o estado.

## Economia
A economia é basicamente agropecuária, com ênfase no cultivo do café e da cana-de-açúcar e na criação de gado. Como reflexo disso, existe no município uma cooperativa de cafeicultores (Casul) e uma usina de açúcar de tamanhos expressivos. Na década de 1970, chegou a ter mais de 12 milhões de cafeeiros, o que lhe garantia o título de "Capital do Café". Com uma forte geada ocorrida em 1975 e que arrasou grande parte das lavouras, muitos agricultores desistiram da cafeicultura e passaram ao cultivo da cana-de-açúcar, situação que perdura até os dias atuais.
Hoje o município de Parapuã luta pela sua recuperação econômica, dando estímulos a novos empreendimentos para os mais diversos setores.

## Religião
O Cristianismo se faz presente na cidade da seguinte forma:

### Igreja Católica
- A igreja faz parte da Diocese de Marília.[10]

### Igrejas Evangélicas
- Assembleia de Deus Ministério do Belém.[11][12]
- Congregação Cristã no Brasil.[13]
- Igreja Batista